# Ghiaccio vetroso
Il ghiaccio vetroso (in inglese clear ice) è un tipo di ghiaccio non cristallino, ovvero ghiaccio amorfo, facente parte delle tre principali categorie di acqua allo stato solido.
Si forma a temperature molto basse, in genere quando il processo di congelamento è molto rapido e tenace. Un esempio ne sono le gocce d'acqua che si congelano sulle ali degli aerei.
Si presenta come un ghiaccio trasparente alquanto duro, ma non altrettanto in superficie, sulla quale crepandosi crea figure che ricordano la forma di una rosa.
Si forma in questa maniera perché raffreddandolo l'acqua (H2O) non ha il tempo di formare una struttura cristallina regolare, quindi le molecole si dispongono in maniera casuale, come nel vetro (dal quale prende il nome).